# 117.ª Brigada Mixta (Ejército Popular de la República)
La 117.ª Brigada Mixta fue una unidad del Ejército Popular de la República creada durante la Guerra Civil Española.

## Historia
La 117.ª Brigada Mixta fue creada el 28 de abril de 1937 a partir del 2.º regimiento de la antigua División «Jubert». Quedaría incorporada a la 25.ª División, de nueva creación. En junio llegó participar en la ofensiva de Huesca.
Unos meses después intervino en la batalla de Belchite, donde tuvo una actuación destacada. El 25 de agosto, junto a las brigadas mixtas 32.ª y 131.ª, tomó la estación de ferrocarril. A continuación las brigadas realizaron un movimiento en forma de tenaza sobre la población de Belchite, rodeándola desde sus dos extremos. La 117.ª BM también tomó la plaza de Toros y algunas casas. En los días sucesivos la unidad capturó la posición «Romanico», el transformador de electricidad y el depósito de agua de Belchite. Finalizados los combates, el 6 de septiembre recibió orden de retirarse y trasladarse a Lécera.
En diciembre de 1937 participó en la batalla de Teruel, atacando por la zona del cementerio. Si bien la brigada llegó a tomar las primeras trincheras franquistas, la tentativa general fracasó. La 117.ª BM también vería acción durante la batalla del Alfambra, aunque su participación fue un desastre: el 21 de febrero de 1938 se retiró del frente, completamente desmoralizada tras un bombardeo de la aviación franquista. Vio acción durante la batalla de Aragón y, posteriormente, durante la campaña de Levante.
En enero de 1939 fue enviada por barco a Cataluña, como refuerzo de las fuerzas republicanas allí desplegadas. Se encontraba para entonces bajo el mando del mayor de milicias Bartolomé Palazón Blaya. Sin embargo, su intervención sería nula y se unió a la retirada republicana hacia Francia.

## Mandos
Comandantes
- Mayor de milicias Agustín Barrios Corredera
- Mayor de milicias Joaquín Fran
- Mayor de milicias J. Carreras
- Mayor de milicias Bartolomé Palazón Blaya

Comisarios
- Sebastián Badía Antiñana